# クレージーの殴り込み清水港
『クレージーの殴り込み清水港』（クレージーのなぐりこみしみずみなと）は、1970年に制作されたクレージーキャッツ主演作品。前作『クレージーの無責任清水港』の続編であり（東宝クレージー映画では唯一の続編）、「時代劇シリーズ」最終作である。本作が制作・公開された時期、世間的には大阪万博が開催を目前に控えていたこともあり、未来志向のムード一色であったが、ミュージシャン時代の古巣である国際劇場で催された浪曲のイベントを観覧に訪れた際、満員御礼の大盛況であったことにヒントを得た当時の渡辺プロ社長・渡辺晋の“鶴の一声”により、時代の逆を行くかのような本作の制作は決定したという。本作はまた、クレージーのメンバー7人が顔を揃えた最後の東宝クレージー映画でもある。同時上映は、松林宗恵監督の『社長学ABC』（森繁久彌主演の“社長シリーズ”の1本）。

## ストーリー
ある日、清水の次郎長一家のもとに、お葉という娘が駆け込んで来た。お葉は、以前次郎長が世話になった下張戸（ゲバルト）村の親分・仏の友吉の手紙を持ってきたのだ。友吉は、下張戸に住み着く鮫造という男からの借金150両を返すため、金を貸して欲しいと言ってきたのだ。早速、使いとして森の石松が150両を持って下張戸を目指すが、その道中で追分の三五郎と再会する。2人は再会祝いに酒を酌み交わすが、食事代や宿泊代を払えない三五郎は石松の荷物を盗り、石松の格好になって逃走。しかしその先で出会った女・お銀に、石松から盗った150両をスられて一文無しになってしまう。行き着いた下張戸村の飯屋でタダ食いをしている最中に、友吉と鮫造一家の揉め事を知り、石松の代わりに一肌脱ぐ事に。しかし、あと少しで万事解決というところで、荷物を盗まれ怒り心頭に発した本物の石松が現れてしまい、正体がバレた三五郎は鮫造一家を敵に回してしまう。友吉が｢化け物｣と呼ぶ、盲目の居合抜き名人・座頭吉や、悪代官・鬼熊玄蕃のもとに居候中の用心棒・荒船五十郎など強敵が次々と現れる中、三五郎はどうやってこの揉め事を解決するのか…。

## スタッフ
- 製作：渡辺晋、田波靖男
- 監督：坪島孝
- 脚本：田波靖男
- 音楽：萩原哲晶
- 殺陣：岩本弘司
- 録音助手：池田昇

## キャスト
- 追分の三五郎：植木等
- 森の石松：谷啓
- 清水次郎長：ハナ肇
- 小政：桜井センリ
- 長太：安田伸
- 清吉：石橋エータロー
- 船頭：犬塚弘
- お蝶：夏圭子
- お葉：内藤洋子
- お雪：星由里子
- お銀：北あけみ
- 大政：平田昭彦
- 法印大五郎：石田茂樹
- 増川仙右衛門：当銀長太郎
- 大瀬半五郎：鈴木和夫
- 桶屋の鬼吉：桐野洋雄
- ぶた松：なべおさみ
- 結城一平太：布施明[4]
- 仏の友吉：北沢彪
- 鮫造：高品格
- 為五郎：睦五郎
- 座頭吉：天本英世
- 鮫造の子分：広瀬正一、中山豊、中島春雄、川又由希夫、越後憲、大前亘
- 鬼熊玄蕃：田武謙三
- 荒船五十郎：内田良平
- 牢番：小松政夫
- 同心：草川直也、荒木保夫
- 次郎長の子分：岩本弘司、勝部義夫、伊藤実、加藤茂雄

## 挿入歌
- 『旅の空』
  - 作詞：塚田茂
  - 作曲：萩原哲晶
  - 歌：植木等（谷啓が歌ったバージョンも存在するが、劇中では未使用に終わった。後年CD化されている。）
- 『馬鹿は死んでも直らない』
  - 作詞：塚田茂
  - 作曲：萩原哲晶
  - 歌：植木等・谷啓

## 撮影
当時各社で女ヤクザものが当たっていたため、内藤洋子に娘ヤクザをやらせた。しかし東宝にヤクザ映画のノウハウがないため、内藤を東映東京撮影所に行かせて、鶴田浩二と高倉健に仁義の切り方を教えてもらった。監督の坪島によると、本作は「彼女（内藤）のお気に入りの一本だと聞いている」とのこと。また、「お嬢さん役が多かった彼女に、まったく違うタイプの役柄をやってもらおうと思った」とも語っている。